# 馬徳新
馬 徳新（ば とくしん、Ma Dexin、1794年 - 1874年）は、雲南省における回族のウラマー（イスラム法学者）。アラビア語、ペルシア語、イスラム教に関する豊かな学識で知られた。字は復初。ムスリム名はアブドゥルカイユーム・ルーフッディーン・ユースフ。

## 生涯

### 出身
雲南省太和出身。サイイドの出自であるとされ、元代に雲南を治めた色目人の行政官、サイイド・アジャッルの子孫を称した。

### メッカ巡礼
1841年、ハッジ（メッカ巡礼）を実行する。当時はアヘン戦争の影響で海路が使えず、イスラム商人とともに陸路で出発した。シプソンパンナ（シーサンパンナ）を経て、ミャンマーに入ってマンダレーからヤンゴンまでエーヤワディー川を下って、そこから蒸気船でアラビア半島に向かった。メッカに巡礼した後は8年間中東にとどまった。はじめはカイロのアズハル大学で学び、それからスエズ、アレクサンドリア、エルサレム、イスタンブール、キプロス島、ロドス島などオスマン帝国領を旅した。

### 帰郷後
メッカ巡礼から戻った後、馬徳新は著名なムスリムとして、1856年から杜文秀の指導で回族と他の少数民族が蜂起したパンゼーの乱に巻き込まれることとなった。馬徳新は杜文秀の革命的なやり方に反対したものの、支持者に蜂起を援助するように激励した。その後、清朝と蜂起軍との間で調停者の役割を果たそうとした。しかしその平和への努力にもかかわらず、清は彼を反逆者と疑い、蜂起の鎮圧の2年後に殺害された。

## 著作
馬徳新はアラビア語やペルシア語の著作を残すとともに、クルアーン（コーラン）の漢訳を最初に行った人物である。著作の中では、イスラム教の文化と儒教の共存のために比較研究を行っているが、仏教や道教の要素を取り入れた中国のイスラム教のあり方には批判的であった。正統派のムスリムとみなされているが、スーフィズムへの肯定的な態度も見受けられる。30冊以上の著書を残したが、それらは5つのカテゴリに分類される。
- イスラム法学・哲学に関するもの - 『四典要会』『大化総帰』『道行究竟』『理学折衷』『性命宗旨』『礼法啓愛』『据理質証』
- イスラム暦学・歴史学に関するもの - 『寰宇述要』『天方歴源』
- 他の回族の学者の著書の紹介と分析 - 『真詮要録』『指南要言』『天方性理注釈』
- クルアーンの翻訳 - 『宝命真経直解』
- アラビア語の文法書
- その他 - 『朝覲途記』（メッカ巡礼記）